# Belén Succi
María Belén Succi (San Isidro, 16 de octubre de 1985) es una profesora de educación física y exjugadora de hockey sobre césped argentina. Se desempeñó como arquera en la Selección nacional, en el Club Atlético San Isidro y Club Atlético River Plate.
Con la Selección obtuvo el Campeonato Mundial 2010, la medalla de bronce en los Juegos Olímpicos de Pekín 2008, la medalla de plata en los Juegos Olímpicos de Tokio 2020, seis Champions Trophy, una Liga Mundial y una Pro League.
En julio de 2022, luego del Campeonato Mundial y tras obtener el subcampeonato, Belén se retiró de la Selección.

## Medallas con la Selección nacional
- 2006

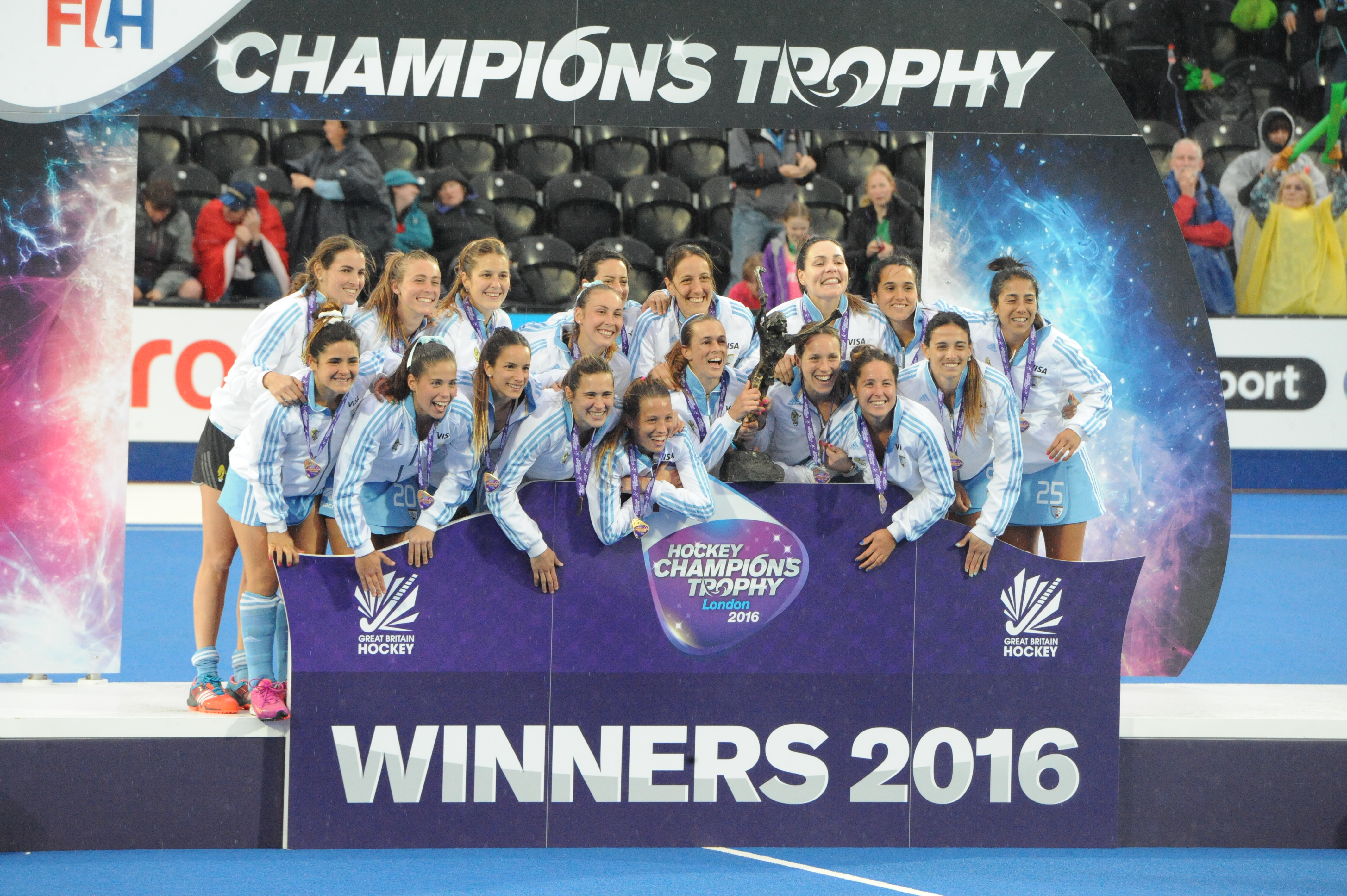
Festejos de la obtención del Champions Trophy 2016.

  - Medalla de oro en los Juegos Suramericanos (Buenos Aires, Argentina)
- 2007
  - Medalla de plata en el Champions Trophy (Quilmes, Argentina)
  - Medalla de oro en los Juegos Panamericanos (Río de Janeiro, Brasil)
- 2008
  - Medalla de oro en el Champions Trophy (Mönchengladbach, Alemania)
  - Medalla de bronce en los Juegos Olímpicos (Pekín, China)
- 2009
  - Medalla de oro en la Copa Panamericana (Hamilton, Bermudas)
  - Medalla de oro en el Champions Trophy (Sídney, Australia)
- 2010
  - Medalla de oro en el Champions Trophy (Nottingham, Inglaterra)
  - Medalla de oro en el Campeonato Mundial (Rosario, Argentina)
- 2011
  - Medalla de plata en el Champions Trophy (Ámsterdam, Países Bajos)
  - Medalla de plata en los Juegos Panamericanos (Guadalajara, México)
- 2012
  - Medalla de oro en el Champions Trophy (Rosario, Argentina)
- 2013
  - Medalla de oro en la Copa Panamericana (Mendoza, Argentina)
- 2014
  - Medalla de bronce en el Campeonato Mundial (La Haya, Países Bajos)
  - Medalla de oro en el Champions Trophy (Mendoza, Argentina)
- 2015
  - Medalla de plata en los Juegos Panamericanos (Toronto, Canadá)
  - Medalla de oro en la Liga Mundial (Rosario, Argentina)[1]
- 2016
  - Medalla de oro en el Champions Trophy (Londres, Inglaterra)[2]
- 2017
  - Medalla de oro en la Copa Panamericana (Lancaster, Estados Unidos)[3]
- 2018
  - Medalla de bronce en el Champions Trophy (Changzhou, China)
- 2019
  - Medalla de oro en los Juegos Panamericanos (Lima, Perú)[4]
- 2020
  - Medalla de plata en los Juegos Olímpicos (Tokio, Japón)[5]
- 2021
  - Medalla de plata en la Pro League (Sin sede fija)
- 2022
  - Medalla de oro en la Copa Panamericana (Santiago, Chile)[6]
  - Medalla de oro en la Pro League (Sin sede fija)
  - Medalla de plata en el Campeonato Mundial (Tarrasa, España)

## Premios y distinciones
- 2009 - Mejor arquera del Champions Trophy de Sídney
- 2009 - Integrante del Equipo de las Estrellas de la Federación Internacional de Hockey
- 2011 - Mejor arquera del Champions Trophy de Ámsterdam
- 2012 - Mejor arquera del Champions Trophy de Rosario
- 2014 - Mejor arquera del Champions Trophy de Mendoza
- 2022 - Mejor arquera del Campeonato Mundial[7]